# Ministri di grazia e giustizia del Regno d'Italia
I ministri di grazia e giustizia del Regno d'Italia si sono avvicendati dal 1861 (proclamazione del Regno d'Italia) al 1946 (nascita della Repubblica Italiana).
| Ministro                                                       | Ministro                                                       | Ministro                                                       | Partito                                                        | Governo                                                        | Mandato                                                        | Mandato                                                        | Leg.                                                           |
| Ministro                                                       | Ministro                                                       | Ministro                                                       | Partito                                                        | Governo                                                        | Inizio                                                         | Fine                                                           | Leg.                                                           |
| Ministero di grazia e giustizia e per gli affari ecclesiastici | Ministero di grazia e giustizia e per gli affari ecclesiastici | Ministero di grazia e giustizia e per gli affari ecclesiastici | Ministero di grazia e giustizia e per gli affari ecclesiastici | Ministero di grazia e giustizia e per gli affari ecclesiastici | Ministero di grazia e giustizia e per gli affari ecclesiastici | Ministero di grazia e giustizia e per gli affari ecclesiastici | Ministero di grazia e giustizia e per gli affari ecclesiastici |
| -------------------------------------------------------------- | -------------------------------------------------------------- | -------------------------------------------------------------- | -------------------------------------------------------------- | -------------------------------------------------------------- | -------------------------------------------------------------- | -------------------------------------------------------------- | -------------------------------------------------------------- |
|                                                                |                                                                | Giovanni Battista Cassinis                                     | Indipendente                                                   | Cavour IV                                                      | 17 marzo 1861                                                  | 6 giugno 1861                                                  | VIII                                                           |
|                                                                |                                                                | Vincenzo Maria Miglietti                                       | Destra storica                                                 | Ricasoli I                                                     | 6 giugno 1861                                                  | 3 marzo 1862                                                   | VIII                                                           |
| Ministero di grazia e giustizia e culti                        |                                                                |                                                                |                                                                |                                                                |                                                                |                                                                |                                                                |
|                                                                |                                                                | Filippo Cordova                                                | Sinistra storica                                               | Rattazzi I                                                     | 3 marzo 1862                                                   | 7 aprile 1862                                                  | VIII                                                           |
|                                                                |                                                                | Raffaele Conforti                                              | Sinistra storica                                               | Rattazzi I                                                     | 7 aprile 1862                                                  | 8 dicembre 1862                                                | VIII                                                           |
|                                                                |                                                                | Giuseppe Pisanelli                                             | Destra storica                                                 | Farini                                                         | 8 dicembre 1862                                                | 24 marzo 1863                                                  | VIII                                                           |
| Minghetti I                                                    | 24 marzo 1863                                                  | Giuseppe Pisanelli                                             | Destra storica                                                 | 28 settembre 1864                                              |                                                                |                                                                | VIII                                                           |
|                                                                |                                                                | Giuseppe Vacca                                                 | Destra storica                                                 | La Marmora II                                                  | 28 settembre 1864                                              | 10 agosto 1865                                                 | VIII                                                           |
|                                                                |                                                                | Paolo Cortese                                                  | Destra storica                                                 | La Marmora II                                                  | 10 agosto 1865                                                 | 31 dicembre 1865                                               | VIII                                                           |
| IX                                                             |                                                                | Paolo Cortese                                                  | Destra storica                                                 | La Marmora II                                                  | 10 agosto 1865                                                 | 31 dicembre 1865                                               |                                                                |
|                                                                |                                                                | Giovanni De Falco                                              | Destra storica                                                 | La Marmora III                                                 | 31 dicembre 1865                                               | 20 giugno 1866                                                 |                                                                |
|                                                                |                                                                | Francesco Borgatti                                             | Destra storica                                                 | Ricasoli II                                                    | 20 giugno 1866                                                 | 17 febbraio 1867                                               |                                                                |
|                                                                |                                                                | Bettino Ricasoli ad interim                                    | Destra storica                                                 | Ricasoli II                                                    | 17 febbraio 1867                                               | 24 marzo 1867                                                  |                                                                |
| X                                                              |                                                                | Bettino Ricasoli ad interim                                    | Destra storica                                                 | Ricasoli II                                                    | 17 febbraio 1867                                               | 24 marzo 1867                                                  |                                                                |
|                                                                |                                                                | Filippo Cordova                                                | Destra storica                                                 | Ricasoli II                                                    | 24 marzo 1867                                                  | 10 aprile 1867                                                 |                                                                |
|                                                                |                                                                | Sebastiano Tecchio                                             | Sinistra storica                                               | Rattazzi II                                                    | 10 aprile 1867                                                 | 27 ottobre 1867                                                |                                                                |
|                                                                |                                                                | Adriano Mari                                                   | Destra storica                                                 | Menabrea I                                                     | 27 ottobre 1867                                                | 5 gennaio 1868                                                 |                                                                |
|                                                                |                                                                | Gennaro De Filippo                                             | Destra storica                                                 | Menabrea II                                                    | 5 gennaio 1868                                                 | 13 maggio 1869                                                 |                                                                |
| Menabrea III                                                   | 13 maggio 1869                                                 | Gennaro De Filippo                                             | Destra storica                                                 | 26 maggio 1869                                                 |                                                                |                                                                |                                                                |
| Menabrea III                                                   |                                                                |                                                                | Michele Pironti                                                | Destra storica                                                 | 26 maggio 1869                                                 | 22 ottobre 1869                                                |                                                                |
| Menabrea III                                                   |                                                                |                                                                | Paolo Onorato Vigliani                                         | Destra storica                                                 | 22 ottobre 1869                                                | 14 dicembre 1869                                               |                                                                |
|                                                                |                                                                | Matteo Raeli                                                   | Destra storica                                                 | Lanza                                                          | 13 maggio 1869                                                 | 24 febbraio 1871                                               |                                                                |
| XI                                                             |                                                                | Matteo Raeli                                                   | Destra storica                                                 | Lanza                                                          | 13 maggio 1869                                                 | 24 febbraio 1871                                               |                                                                |
|                                                                |                                                                | Giovanni De Falco                                              | Destra storica                                                 | Lanza                                                          | 24 febbraio 1871                                               | 10 luglio 1873                                                 |                                                                |
|                                                                |                                                                | Paolo Onorato Vigliani                                         | Destra storica                                                 | Minghetti II                                                   | 10 luglio 1873                                                 | 25 marzo 1876                                                  |                                                                |
| XII                                                            |                                                                | Paolo Onorato Vigliani                                         | Destra storica                                                 | Minghetti II                                                   | 10 luglio 1873                                                 | 25 marzo 1876                                                  |                                                                |
|                                                                |                                                                | Pasquale Stanislao Mancini                                     | Sinistra storica                                               | Depretis I                                                     | 25 marzo 1876                                                  | 28 dicembre 1877                                               |                                                                |
| XIII                                                           |                                                                | Pasquale Stanislao Mancini                                     | Sinistra storica                                               | Depretis I                                                     | 25 marzo 1876                                                  | 28 dicembre 1877                                               |                                                                |
| Depretis II                                                    | 28 dicembre 1877                                               | Pasquale Stanislao Mancini                                     | Sinistra storica                                               | 24 marzo 1878                                                  |                                                                |                                                                |                                                                |
|                                                                |                                                                | Raffaele Conforti                                              | Sinistra storica                                               | Cairoli I                                                      | 24 marzo 1878                                                  | 19 dicembre 1878                                               |                                                                |
|                                                                |                                                                | Diego Tajani                                                   | Sinistra storica                                               | Depretis III                                                   | 19 dicembre 1878                                               | 14 luglio 1879                                                 |                                                                |
|                                                                |                                                                | Giovanni Battista Varè                                         | Sinistra storica                                               | Cairoli II                                                     | 14 luglio 1879                                                 | 25 novembre 1879                                               |                                                                |
|                                                                |                                                                | Tommaso Villa                                                  | Sinistra storica                                               | Cairoli III                                                    | 25 novembre 1879                                               | 29 maggio 1881                                                 |                                                                |
| XIV                                                            |                                                                | Tommaso Villa                                                  | Sinistra storica                                               | Cairoli III                                                    | 25 novembre 1879                                               | 29 maggio 1881                                                 |                                                                |
|                                                                |                                                                | Giuseppe Zanardelli                                            | Sinistra storica                                               | Depretis IV                                                    | 29 maggio 1881                                                 | 25 maggio 1883                                                 |                                                                |
| XV                                                             |                                                                | Giuseppe Zanardelli                                            | Sinistra storica                                               | Depretis IV                                                    | 29 maggio 1881                                                 | 25 maggio 1883                                                 |                                                                |
|                                                                |                                                                | Bernardino Giannuzzi-Savelli                                   | Sinistra storica                                               | Depretis V                                                     | 25 maggio 1883                                                 | 30 marzo 1884                                                  |                                                                |
|                                                                |                                                                | Niccolò Ferracciu                                              | Sinistra storica                                               | Depretis VI                                                    | 30 marzo 1884                                                  | 24 novembre 1884                                               |                                                                |
|                                                                |                                                                | Enrico Pessina                                                 | Sinistra storica                                               | Depretis VI                                                    | 24 novembre 1884                                               | 29 giugno 1885                                                 |                                                                |
|                                                                |                                                                | Diego Tajani                                                   | Sinistra storica                                               | Depretis VII                                                   | 29 giugno 1885                                                 | 4 aprile 1887                                                  |                                                                |
| XVI                                                            |                                                                | Diego Tajani                                                   | Sinistra storica                                               | Depretis VII                                                   | 29 giugno 1885                                                 | 4 aprile 1887                                                  |                                                                |
|                                                                |                                                                | Giuseppe Zanardelli                                            | Sinistra storica                                               | Depretis VIII                                                  | 4 aprile 1887                                                  | 29 luglio 1887                                                 |                                                                |
| Crispi I                                                       | 29 luglio 1887                                                 | Giuseppe Zanardelli                                            | Sinistra storica                                               | 9 marzo 1889                                                   |                                                                |                                                                |                                                                |
| Crispi II                                                      | 9 marzo 1889                                                   | Giuseppe Zanardelli                                            | Sinistra storica                                               | 6 febbraio 1891                                                |                                                                |                                                                |                                                                |
| Crispi II                                                      | 9 marzo 1889                                                   | Giuseppe Zanardelli                                            | Sinistra storica                                               | 6 febbraio 1891                                                | XVII                                                           |                                                                |                                                                |
|                                                                |                                                                | Luigi Ferraris                                                 | Sinistra storica                                               | Di Rudinì I                                                    | 6 febbraio 1891                                                | 31 dicembre 1891                                               |                                                                |
|                                                                |                                                                | Bruno Chimirri                                                 | Sinistra storica                                               | Di Rudinì I                                                    | 31 dicembre 1891                                               | 15 maggio 1892                                                 |                                                                |
|                                                                |                                                                | Teodorico Bonacci                                              | Sinistra storica                                               | Giolitti I                                                     | 15 maggio 1892                                                 | 24 maggio 1893                                                 |                                                                |
| XVIII                                                          |                                                                | Teodorico Bonacci                                              | Sinistra storica                                               | Giolitti I                                                     | 15 maggio 1892                                                 | 24 maggio 1893                                                 |                                                                |
|                                                                |                                                                | Lorenzo Eula                                                   | Sinistra storica                                               | Giolitti I                                                     | 24 maggio 1893                                                 | 8 luglio 1893                                                  |                                                                |
|                                                                |                                                                | Giacomo Armò                                                   | Sinistra storica                                               | Giolitti I                                                     | 8 luglio 1893                                                  | 27 settembre 1893                                              |                                                                |
|                                                                |                                                                | Francesco Santamaria-Nicolini                                  | Sinistra storica                                               | Giolitti I                                                     | 27 settembre 1893                                              | 15 dicembre 1893                                               |                                                                |
|                                                                |                                                                | Vincenzo Calenda di Tavani                                     | Sinistra storica                                               | Crispi III                                                     | 15 dicembre 1893                                               | 14 giugno 1894                                                 |                                                                |
| Crispi IV                                                      | 14 giugno 1894                                                 | Vincenzo Calenda di Tavani                                     | Sinistra storica                                               | 10 marzo 1896                                                  |                                                                |                                                                |                                                                |
| Crispi IV                                                      | 14 giugno 1894                                                 | Vincenzo Calenda di Tavani                                     | Sinistra storica                                               | 10 marzo 1896                                                  | XIX                                                            |                                                                |                                                                |
|                                                                |                                                                | Giacomo Giuseppe Costa                                         | Sinistra storica                                               | Di Rudinì II                                                   | 10 marzo 1896                                                  | 11 luglio 1896                                                 |                                                                |
| Di Rudinì III                                                  | 11 luglio 1896                                                 | Giacomo Giuseppe Costa                                         | Sinistra storica                                               | 15 agosto 1897                                                 |                                                                |                                                                |                                                                |
| Di Rudinì III                                                  | 11 luglio 1896                                                 | Giacomo Giuseppe Costa                                         | Sinistra storica                                               | 15 agosto 1897                                                 | XX                                                             |                                                                |                                                                |
| Di Rudinì III                                                  |                                                                |                                                                | Antonio Starabba, marchese di Rudinì                           | Sinistra storica                                               | 15 agosto 1897                                                 | 18 settembre 1897                                              |                                                                |
| Di Rudinì III                                                  |                                                                |                                                                | Emanuele Gianturco                                             | Sinistra storica                                               | 18 settembre 1897                                              | 14 dicembre 1897                                               |                                                                |
|                                                                |                                                                | Giuseppe Zanardelli                                            | Sinistra storica                                               | Di Rudinì IV                                                   | 14 dicembre 1897                                               | 1º giugno 1898                                                 |                                                                |
|                                                                |                                                                | Teodorico Bonacci                                              | Sinistra storica                                               | Di Rudinì V                                                    | 1º giugno 1898                                                 | 29 giugno 1898                                                 |                                                                |
|                                                                |                                                                | Camillo Finocchiaro Aprile                                     | Indipendente                                                   | Pelloux I                                                      | 29 giugno 1898                                                 | 14 maggio 1899                                                 |                                                                |
|                                                                |                                                                | Adeodato Bonasi                                                | Destra storica                                                 | Pelloux II                                                     | 14 maggio 1899                                                 | 24 giugno 1900                                                 |                                                                |
| XXI                                                            |                                                                | Adeodato Bonasi                                                | Destra storica                                                 | Pelloux II                                                     | 14 maggio 1899                                                 | 24 giugno 1900                                                 |                                                                |
|                                                                |                                                                | Emanuele Gianturco                                             | Sinistra storica                                               | Saracco                                                        | 24 giugno 1900                                                 | 15 febbraio 1901                                               |                                                                |
|                                                                |                                                                | Francesco Cocco-Ortu                                           | Sinistra storica                                               | Zanardelli                                                     | 15 febbraio 1901                                               | 3 novembre 1903                                                |                                                                |
|                                                                |                                                                | Scipione Ronchetti                                             | Sinistra storica                                               | Giolitti II                                                    | 3 novembre 1903                                                | 12 marzo 1905                                                  |                                                                |
| XXII                                                           |                                                                | Scipione Ronchetti                                             | Sinistra storica                                               | Giolitti II                                                    | 3 novembre 1903                                                | 12 marzo 1905                                                  |                                                                |
| Tittoni                                                        | 12 marzo 1905                                                  | Scipione Ronchetti                                             | Sinistra storica                                               | 27 marzo 1905                                                  |                                                                |                                                                |                                                                |
|                                                                |                                                                | Camillo Finocchiaro Aprile                                     | Sinistra storica                                               | Fortis I                                                       | 27 marzo 1905                                                  | 24 dicembre 1905                                               |                                                                |
| Fortis II                                                      | 24 dicembre 1905                                               | Camillo Finocchiaro Aprile                                     | Sinistra storica                                               | 8 febbraio 1906                                                |                                                                |                                                                |                                                                |
|                                                                |                                                                | Ettore Sacchi                                                  | Destra storica                                                 | Sonnino I                                                      | 8 febbraio 1906                                                | 29 maggio 1906                                                 |                                                                |
|                                                                |                                                                | Nicolò Gallo                                                   | Sinistra storica                                               | Giolitti III                                                   | 29 maggio 1906                                                 | 4 marzo 1907                                                   |                                                                |
|                                                                |                                                                | Vittorio Emanuele Orlando                                      | Sinistra storica                                               | Giolitti III                                                   | 4 marzo 1907                                                   | 11 dicembre 1909                                               |                                                                |
| XXIII                                                          |                                                                | Vittorio Emanuele Orlando                                      | Sinistra storica                                               | Giolitti III                                                   | 4 marzo 1907                                                   | 11 dicembre 1909                                               |                                                                |
|                                                                |                                                                | Vittorio Scialoja                                              | Destra storica                                                 | Sonnino II                                                     | 11 dicembre 1909                                               | 31 marzo 1910                                                  |                                                                |
|                                                                |                                                                | Cesare Fani                                                    | Destra storica                                                 | Luzzatti                                                       | 31 marzo 1910                                                  | 29 marzo 1911                                                  |                                                                |
|                                                                |                                                                | Camillo Finocchiaro Aprile                                     | Unione Liberale                                                | Giolitti IV                                                    | 29 marzo 1911                                                  | 19 marzo 1914                                                  |                                                                |
| XXIV                                                           |                                                                | Camillo Finocchiaro Aprile                                     | Unione Liberale                                                | Giolitti IV                                                    | 29 marzo 1911                                                  | 19 marzo 1914                                                  |                                                                |
|                                                                |                                                                | Luigi Dari                                                     | Unione Liberale                                                | Salandra I                                                     | 21 marzo 1914                                                  | 31 ottobre 1914                                                |                                                                |
|                                                                |                                                                | Vittorio Emanuele Orlando                                      | Unione Liberale                                                | Salandra II                                                    | 31 ottobre 1914                                                | 18 giugno 1916                                                 |                                                                |
|                                                                |                                                                | Ettore Sacchi                                                  | Partito Radicale Italiano                                      | Boselli                                                        | 18 giugno 1916                                                 | 30 ottobre 1917                                                |                                                                |
| Orlando                                                        | 30 ottobre 1917                                                | Ettore Sacchi                                                  | Partito Radicale Italiano                                      | 18 gennaio 1919                                                |                                                                |                                                                |                                                                |
| Orlando                                                        |                                                                |                                                                | Luigi Facta                                                    | Unione Liberale                                                | 18 gennaio 1919                                                | 23 giugno 1919                                                 |                                                                |
|                                                                |                                                                | Lodovico Mortara                                               | Indipendente                                                   | Nitti I                                                        | 23 giugno 1919                                                 | 21 maggio 1920                                                 |                                                                |
| XXV                                                            |                                                                | Lodovico Mortara                                               | Indipendente                                                   | Nitti I                                                        | 23 giugno 1919                                                 | 21 maggio 1920                                                 |                                                                |
| Ministero della giustizia e degli affari di culto              |                                                                |                                                                |                                                                |                                                                |                                                                |                                                                |                                                                |
|                                                                |                                                                | Alfredo Falcioni                                               | Unione Liberale                                                | Nitti II                                                       | 21 maggio 1920                                                 | 15 giugno 1920                                                 | XXV                                                            |
|                                                                |                                                                | Luigi Fera                                                     | Partito Democratico Sociale Italiano                           | Giolitti V                                                     | 15 giugno 1920                                                 | 4 luglio 1921                                                  | XXV                                                            |
| XXVI                                                           |                                                                | Luigi Fera                                                     | Partito Democratico Sociale Italiano                           | Giolitti V                                                     | 15 giugno 1920                                                 | 4 luglio 1921                                                  |                                                                |
|                                                                |                                                                | Giulio Rodinò                                                  | Partito Popolare Italiano                                      | Bonomi I                                                       | 4 luglio 1921                                                  | 22 febbraio 1922                                               |                                                                |
|                                                                |                                                                | Luigi Rossi                                                    | Partito Radicale Italiano                                      | Facta I                                                        | 26 febbraio 1922                                               | 1º agosto 1922                                                 |                                                                |
|                                                                |                                                                | Giulio Alessio                                                 | Partito Radicale Italiano                                      | Facta II                                                       | 1º agosto 1922                                                 | 28 ottobre 1922                                                |                                                                |
|                                                                |                                                                | Aldo Oviglio                                                   | Partito Nazionale Fascista                                     | Mussolini                                                      | 30 ottobre 1922                                                | 5 gennaio 1925                                                 |                                                                |
| XXVII                                                          |                                                                | Aldo Oviglio                                                   | Partito Nazionale Fascista                                     | Mussolini                                                      | 30 ottobre 1922                                                | 5 gennaio 1925                                                 |                                                                |
|                                                                |                                                                | Alfredo Rocco                                                  | Partito Nazionale Fascista                                     | Mussolini                                                      | 5 gennaio 1925                                                 | 20 luglio 1932                                                 |                                                                |
| XXVIII                                                         |                                                                | Alfredo Rocco                                                  | Partito Nazionale Fascista                                     | Mussolini                                                      | 5 gennaio 1925                                                 | 20 luglio 1932                                                 |                                                                |
| Ministero di grazia e giustizia                                |                                                                |                                                                |                                                                |                                                                |                                                                |                                                                |                                                                |
|                                                                |                                                                | Pietro De Francisci                                            | Partito Nazionale Fascista                                     | Mussolini                                                      | 20 luglio 1932                                                 | 24 gennaio 1935                                                | XXVIII                                                         |
| XXIX                                                           |                                                                | Pietro De Francisci                                            | Partito Nazionale Fascista                                     | Mussolini                                                      | 20 luglio 1932                                                 | 24 gennaio 1935                                                |                                                                |
|                                                                |                                                                | Arrigo Solmi                                                   | Partito Nazionale Fascista                                     | Mussolini                                                      | 24 gennaio 1935                                                | 12 luglio 1939                                                 |                                                                |
| XXX                                                            |                                                                | Arrigo Solmi                                                   | Partito Nazionale Fascista                                     | Mussolini                                                      | 24 gennaio 1935                                                | 12 luglio 1939                                                 |                                                                |
|                                                                |                                                                | Dino Grandi                                                    | Partito Nazionale Fascista                                     | Mussolini                                                      | 12 luglio 1939                                                 | 5 febbraio 1943                                                |                                                                |
|                                                                |                                                                | Alfredo De Marsico                                             | Partito Nazionale Fascista                                     | Mussolini                                                      | 5 febbraio 1943                                                | 25 luglio 1943                                                 |                                                                |
|                                                                |                                                                | Gaetano Azzariti                                               | Indipendente                                                   | Badoglio I                                                     | 28 luglio 1943                                                 | 15 febbraio 1944                                               |                                                                |
|                                                                |                                                                | Ettore Casati                                                  | Indipendente                                                   | Badoglio I                                                     | 15 febbraio 1944                                               | 17 aprile 1944                                                 | -                                                              |
|                                                                |                                                                | Vincenzo Arangio-Ruiz                                          | Indipendente                                                   | Badoglio II                                                    | 22 aprile 1944                                                 | 8 giugno 1944                                                  | -                                                              |
|                                                                |                                                                | Umberto Tupini                                                 | Democrazia Cristiana                                           | Bonomi II                                                      | 18 giugno 1944                                                 | 10 dicembre 1944                                               | -                                                              |
| Bonomi III                                                     | 12 dicembre 1944                                               | Umberto Tupini                                                 | Democrazia Cristiana                                           | 19 giugno 1945                                                 | CN                                                             |                                                                |                                                                |
|                                                                |                                                                | Palmiro Togliatti                                              | Partito Comunista Italiano                                     | Parri                                                          | CN                                                             | 21 giugno 1945                                                 | 8 dicembre 1945                                                |
| De Gasperi I                                                   | 10 dicembre 1945                                               | Palmiro Togliatti                                              | Partito Comunista Italiano                                     | 1º luglio 1946                                                 | CN                                                             |                                                                |                                                                |
| De Gasperi I                                                   | 10 dicembre 1945                                               | Palmiro Togliatti                                              | Partito Comunista Italiano                                     | 1º luglio 1946                                                 | AC                                                             |                                                                |                                                                |